# Комеморативна изложба погинулих уметника у Народноослободилачкој борби (1945)
Комеморативна изложба погинулих уметника у Народноослободилачкој борби се одржала у периоду од 2. марта до 5. априла 1945. године у Уметничком павиљону „Цвијета Зузорић”.

## Излагачи
1. Бора Барух
2. Јурица Рибар
3. Даниел Озмо
4. Стипе Пекић
5. Богдан Шупут
6. Иво Новаковић
7. Сава Шумановић
8. Бошко Вучковић